# 甲府中央郵便局
甲府中央郵便局（こうふちゅうおうゆうびんきょく）は、山梨県甲府市にある郵便局。民営化前の分類では集配普通郵便局であった。

## 概要
住所：〒400-8799 山梨県甲府市太田町6-10

### 併設施設
- ゆうちょ銀行甲府店（さいたま支店甲府出張所）：取扱店番号080010
- なお、かんぽ生命保険甲府支店は当局に併設ではなく、甲府市丸の内に所在する。

### 作業所
- 一宮御坂ゆうパックセンター - 〒405-0055 山梨県笛吹市一宮町地蔵堂310
  - 2010年（平成22年）7月1日、旧JPエクスプレス多摩統括支店一宮御坂支店跡地に、ゆうパック専門拠点として設置。ゆうゆう窓口の設置はなし。

## 沿革
- 明治4年 - 甲府郵便取扱所として開設[1]。
- 1873年（明治6年） - 甲府郵便役所となる[1]。
- 1875年（明治8年）1月1日 - 甲府郵便局（二等）となる。翌日より為替取扱を開始[1]。
- 1879年（明治12年） - 貯金取扱を開始[1]。
- 1886年（明治19年）1月4日 - 電信為替事務開始[2]。
- 1889年（明治22年）9月1日 - 甲府郵便電信局となる[1]。
- 1903年（明治36年）4月1日 - 通信官署官制の施行に伴い甲府郵便局となる[1]。
- 1947年（昭和22年）12月11日 - 郵便局で取り扱う電話通話事務を除く電話事務を甲府電話局に移管[3]。
- 1956年（昭和31年）11月1日 - 電話通話事務取扱を開始[4]。
- 1957年（昭和32年）3月11日 - 和文電報受付事務の取扱を開始。
- 1958年（昭和33年）4月1日 - 玉諸簡易郵便局の廃止に伴い、取扱事務を承継。
- 1964年（昭和39年）4月 - 局舎増改築落成。
- 1974年（昭和49年）11月5日 - 甲府市丸の内一丁目から、同市太田町に局舎を新築、移転。
- 1987年（昭和62年）7月1日 - 甲府中央郵便局に改称。
- 1991年（平成3年）10月1日 - 外国通貨の両替および旅行小切手の売買に関する業務取扱を開始。
- 2007年（平成19年）2月26日 - 昇仙峡郵便局および吉沢（きつさわ）郵便局からそれぞれ「400-12xx」「400-11xx」区域の集配業務の一部[5]を移管[6]。
- 2007年（平成19年）10月1日 - 民営化に伴い、併設された郵便事業甲府支店、ゆうちょ銀行甲府店に一部業務を移管。
- 2012年（平成24年）10月1日 - 日本郵便株式会社の発足に伴い、郵便事業甲府支店を甲府中央郵便局に統合。
- 2015年（平成27年）3月23日 - 中道郵便局から「400-15xx」「409-37xx」区域の集配業務および保険の渉外業務を甲府中央郵便局に、貯金の渉外業務をゆうちょ銀行甲府店に移管。

## 取扱内容

### 甲府中央郵便局
- 郵便、印紙、ゆうパック、内容証明
- 生命保険、バイク自賠責保険、自動車保険 - 平日18時まで営業。
- 郵便番号の上2桁が40の地域あての郵便物を配達局ごとに区分する業務（地域区分局）
- 「400-00xx」「400-08xx」「400-12xx」「400-15xx」「409-37xx」区域（甲府市（全域）、笛吹市（旧東八代郡芦川村域）、中央市（旧東八代郡豊富村域））の集配業務
- ゆうゆう窓口（24時間営業）

### ゆうちょ銀行甲府店
- 貯金、貸付、為替、振替、振込、国際送金、外貨両替、国債、投資信託、変額年金保険
- ATM

## 風景印
- 表記は『甲府中央』
- 図案は名産『ブドウ』・『水晶』・『富士山』
- 使用開始日は1987年（昭和62年）7月1日

### 過去の風景印
- 1948年（昭和23年）3月10日 - 1987年（昭和62年）6月30日
  - 表記は『甲府』
  - 図案は名産『ブドウ』・『水晶』・『富士山』
- 2007年（平成19年）10月1日 - 2012年（平成24年）9月30日
  - 表記は『甲府』
  - 図案は名産『ブドウ』・『水晶』・『富士山』

民営化に伴いゆうゆう窓口に配備。

## 周辺
- 一蓮寺
- 甲府市総合市民会館
- 甲府市遊亀公園附属動物園
- 国道358号

## アクセス
- JR中央本線・身延線 甲府駅から徒歩25分
- JR身延線 南甲府駅から徒歩20分
- 甲府駅北口3番のりばから山梨交通バス伊勢町営業所行き（城東経由便を除く）(10・12・14・15・16系統が該当)に乗車、「太田町見付」停留所下車
- 甲府駅南口3番のりばから山梨交通バス伊勢町営業所行き、小瀬スポーツ公園行き、御所循環（中道橋経由）、豊富行きのいずれか(01・02・16・26・27・70・75・76・77・78系統が該当)に乗車、 「太田町見付」停留所下車
- 南甲府駅から武田神社行、積翠寺行のいずれか(10・12系統が該当)に乗車、「太田町見付」停留所下車
- 甲斐住吉駅から70系統敷島団地行に乗車、「太田町見付」停留所下車
  - 甲斐住吉駅は乗り入れるバスの本数が少ない為、バスの本数が多い甲府駅または南甲府駅を利用することを推奨。
- 中央自動車道 甲府昭和ICから北東へ約4km
- 駐車場あり：24台